# Paus Hormisdas
Hormisdas (Frosinone, geboortedatum onbekend - Rome, 5 augustus 523) was de 52e paus van de Rooms-Katholieke Kerk. Ten tijde van zijn verkiezing tot paus was hij weduwnaar. Zijn zoon was de latere paus Silverius.
Tijdens zijn pontificaat trad Hormisdas op als verzoener in meerdere schisma's. Hij nam de laatste groepen, die door het schisma van Laurentius buiten de kerkgemeenschap waren geplaatst, weer op in de Kerk. Zijn belangrijkste inspanning was echter het oplossen van het schisma tussen de oosterse en westerse kerken, een schisma dat sinds 484 de Kerk verdeelde. Dit schisma, bekend als het schisma van Acacius en genoemd naar Acacius van Constantinopel, had als inzet de houding ten opzichte van de monofysieten. Waar de pausen dit als ketterij beschouwden, tolereerde de oosterse kerk en hun keizer dit veel meer. Uiteindelijk slaagde hij in 519, hetgeen leidde tot de Formule van Hormisdas, een geloofsbelijdenis.
Hormisdas wordt vereerd als heilige. Zijn gedenkdag is 6 augustus, evenals zijn sterfdag. Hij ligt begraven in de oude basiliek van Sint Pieter. Traditioneel wordt hij afgebeeld als jongeman met een kameel. Hij is de beschermheilige van bruidegommen en staljongens.
Cursief: tegenpaus